# Wybory regionalne w Kraju Basków w 2005 roku

Flaga Kraju Basków

Wybory regionalne w Kraju Basków w 2005 roku - wybory do regionalnego parlamentu autonomicznej wspólnoty Kraju Basków, które zostały przeprowadzone 17 kwietnia 2005 roku.

## System wyborczy
Do jednoizbowego parlamentu (Eusko Legebiltzarreko/Parlamento Vasco) na 4-letnią kadencję wybieranych jest 75 przedstawicieli.

## Wyniki
Do parlamentu dostały się:
- Baskijska Partia Nacjonalistyczna / Solidarność Baskijska - Socjaldemokracja Baskijska (Eusko Alderdi Jeltzalea – Partido Nacionalista Vasco / Eusko Alkartasuna – Euskal Sozialdemokrazia; przywódca: Juan José Ibarretxe Markuartu) 38,6%, 29 mandatów
- Lewica Baskijska - Socjalistyczna Partia Kraju Basków (Euskadiko Ezkerra – Partido Socialista de Euskadi; Emilio Guevara Saleta) 22,67%, 18 mandatów
- Partia Ludowa (Partido Popular; Carmelo Barrio Baroja) 17,38%, 15 mandatów
- Partia Komunistyczna Ziem Baskijskich (Euskal Herrialdeetako Alderdi Komunista – Partido Comunista de las Tierras Vascas; María Carmen Nieves Berastegui Juguera) 12,5%, 9 mandatów
- Zjednoczona Zielona Lewica (Ezker Batua Berdeak); Kontxi Bilbao Cuevas) 5,4%, 3 mandaty
- Aralar (Miren Aintzane Ezenarro Egurbide) 2,33%, 1 mandat

Do parlamentu nie weszły:
- Jedność Alaves (Unidad Alavesa) 0,34%
- Zieloni - Partia Przeciw Walce Byków Przeciwko Znęcaniu Się nad Zwierzętami. Koalicja Zielonych i Miłośników Zwierząt (Berdeak – Partido Antitaurino Contra el Maltrato Animal. Coalición los Verdes y Animalistas) 0,33%
- Robotnicza Partia Socjalistów-Internacjonalistów (Partido Obrero Socialista Internacionalista) 0,19%
- Partia Humanistyczna (Partido Humanista) 0,12%
- Na rzecz Bardziej Sprawiedliwego Świata (Por un Mundo Más Justo) 0,1%
- Karlistowska Partia Kraju Basków (Partido Carlista de Euskalherría) 0,03%

## Konsekwencje
Wybory w Kraju Basków miały być swego rodzaju testem dla separatystycznego rządu Juana Ibarretxe (premier od 1999 r.). Można powiedzieć, że plebiscyt zakończył się porażką rządzącej koalicji EAJ-EA, która straciła w porównaniu z poprzednimi wyborami 4 mandaty – głównie na rzecz promadryckiej (EE) i separatystycznej (EHAK) lewicy. Rząd premiera Ibarretxe przedstawił Madrytowi plan nadania Krajowi Basków wyjątkowo rozległej autonomii. Rząd w Madrycie odmówił, po czym Ibarretxe zapowiedział przeprowadzenie referendum w tej sprawie (nielegalnego w świetle hiszpańskiej konstytucji). Baskowie przestraszyli się śmiałych planów swojego premiera. Ibarretxe u władzy zostanie, ale nie będzie miał już politycznego przyzwolenia na wdrażanie swego planu.